# Gârliciu
Gârliciu község Constanța megyében, Dobrudzsában, Romániában.

## Fekvése
A település az ország délkeleti részén található, Konstancától kilencvennégy kilométerre északnyugatra, a legközelebbi várostól, Hârşovától tizenkilenc kilométerre, északnyugatra.

## Története
A község területén találhatóak Cius, római kori erdőd maradványai, melyet a későbbiekben Gratana, majd 1417 után törökül Asarlâc néven említenek. Gârliciu első írásos említése egy 1843-1844-es térképen szerepel.

## Lakossága
A nemzetiségi megoszlás a következő:
| 2002     | 2002 | 2002   |
| -------- | ---- | ------ |
| Románok  | 1828 | 100,0% |
| Összesen | 1828 | 100,0% |